# (6105) Verrocchio
(6105) Verrocchio es un asteroide perteneciente al cinturón de asteroides, región del sistema solar que se encuentra entre las órbitas de Marte y Júpiter, más concretamente a la familia de Adeona descubierto el 24 de septiembre de 1960 por Cornelis Johannes van Houten en conjunto a su esposa también astrónoma Ingrid van Houten-Groeneveld y el astrónomo Tom Gehrels desde el Observatorio del Monte Palomar, Estados Unidos.

## Designación y nombre
Designado provisionalmente como 4580 P-L. Fue nombrado Verrocchio en homenaje al escultor y pintor italiano Andrea del Verrocchio. Su nombre original era Andrea di Cione, adoptó el nombre de su maestro, Giuliano Verrochio, como propio. Con Donatello, fue el principal escultor en bronce del Renacimiento florentino. Su obra más conocida es la estatua de Bartolomeo Colleoni en Venecia.

## Características orbitales
Verrocchio está situado a una distancia media del Sol de 2,633 ua, pudiendo alejarse hasta 3,162 ua y acercarse hasta 2,104 ua. Su excentricidad es 0,200 y la inclinación orbital 11,63 grados. Emplea 1561,12 días en completar una órbita alrededor del Sol.

## Características físicas
La magnitud absoluta de Verrocchio es 14,1. Tiene 4,138 km de diámetro y su albedo se estima en 0,216. 